# Bukowie (gmina)
Bukowie (także Bukowe) – dawna gmina wiejska istniejąca w XIX wieku w guberni piotrkowskiej. Siedzibą władz gminy było Bukowie.
Za Królestwa Polskiego gmina Bukowie należała do powiatu piotrkowskiego w guberni piotrkowskiej
Gminę zniesiono w  1868 roku, a z jej obszaru oraz z obszaru zniesionej gminy Mąkolice utworzono gminę Woźniki.